# Harej Jatvat
Harej Jatvat (hebrejsky: הרי יטבת) je horský pás o nadmořské výšce přes 500 metrů v severním Izraeli, v Dolní Galileji.
Probíhá ve východozápadním směru (s mírným vyklenutím k severu) v délce cca 15 kilometrů. Na jižní straně prudce stoupá ze dna údolí Bejt Netofa. Vrcholové partie mají mírně zvlněný reliéf a jsou silně zalesněné. Stojí tu několik menších sídel vesnického typu jako Jodfat, Koranit, Šechanija, Rakefet, Avtalijon nebo Hararit. Harej Jatvat mají několik dílčích vrcholků, zejména Har Netofa, Har Avtalijon, Har ha-Achim, Har Morsan, Har ha-Š'avi a Har Acmon. Na severním okraji se terén postupně snižuje do údolí Bik'at Sachnin, na jehož úpatí leží velká města jako Sachnin, Araba a Dejr Channa.